# 赤ちゃん金ちゃんしゃべる部屋
『赤ちゃん金ちゃんしゃべる部屋』（あかちゃんきんちゃんしゃべるへや）は、一部フジテレビ系列局で放送されたフジテレビ・NET WEB共同製作のトークバラエティ番組。通称「赤金」。製作局のフジテレビでは2000年4月10日から2001年9月18日まで放送。

## 概要
ロンドンブーツ1号2号の田村淳と田村亮が司会を務めた深夜番組で、彼らがスタジオで各回のゲストとともに、今夢中になっている「モノ」や大切にしている「モノ」などについて語り合っていた。番組タイトルは、当時淳が赤く染めていた髪と亮の金髪に由来する。収録は、一般家庭のリビング風に仕立てたセットの中で行われていた。
当初は平日深夜の帯番組として放送されていたが、放送開始から半年後にスタートした新番組『チノパン』に枠を譲って土曜深夜枠へ移動。以来、週1回限りの放送となった。そして、その半年後には火曜深夜枠へ移動するなど、たびたび仕様の変更が行われていた。さらには2001年9月18日放送分をもって同タイトルでの放送を終了し、同年10月9日から2002年3月19日まで『赤ちゃん金ちゃんグレート5』（あかちゃんきんちゃんグレートファイブ）と題して放送された。こちらは、ゲストがそれまでの人生で出会った5人の「グレートな人々」をロンブーに紹介し、そこからトークを展開していく方式を採用していた。

## 出演者
- 田村淳（ロンドンブーツ1号2号）
- 田村亮（ロンドンブーツ1号2号）

## スタッフ
- 企画監修 - 高須光聖
- 構成 - 榊暁彦、塩野智章、たちばなひとなり、松本真一
- ブレーン - 奥津啓治
- 編成 - 金井卓也（フジテレビ）
- ディレクター - ほりかわ勝、大神田健、小林一丈、隈川斉
- 演出 - 斉藤敏豪
- アシスタントプロデューサー - 市岡秀晃（吉本興業）、辻村たろう（NET WEB）
- プロデューサー - 岡本昭彦（吉本興業）、江間浩司（NET WEB）
- 協力 - エレクター、渋谷ビデオスタジオ
- 制作協力 - 吉本興業
- 制作 - フジテレビ、NET WEB

## 放送時間
いずれもJST、フジテレビでの放送時間。

### 赤ちゃん金ちゃんしゃべる部屋
- 月曜 - 木曜 24:40 - 24:55 （2000年4月 - 2000年9月）
- 土曜 25:45 - 26:15 （2000年10月 - 2001年3月）
- 火曜 25:25 - 26:55 （2001年4月 - 2001年9月）

### 赤ちゃん金ちゃんグレート5
- 火曜 25:25 - 26:55 （2001年10月 - 2002年3月）

## 放送局
- フジテレビ
- 福島テレビ
- 長野放送
- 石川テレビ
- 東海テレビ
- 関西テレビ
- 愛媛放送（現・テレビ愛媛）
- テレビ西日本
- 鹿児島テレビ

## 関連書籍
- 赤ちゃん金ちゃんしゃべる部屋（2002年1月15日発行（2001年12月発売）、著者 - ロンドンブーツ1号2号、発行 - 二見書房、ISBN 4-576-01121-9）